# Медаль «В память 100-летия Министерства иностранных дел»
Медаль «В память 100-летия Министерства иностранных дел» — государственная награда, юбилейная медаль Российской империи.

## Основные сведения
Медаль «В память 100-летия Министерства иностранных дел» — юбилейная медаль Российской империи для награждения работников Министерства иностранных дел. Учреждена указом императора Николая II 12 октября 1902 года.

## Описание медали
Медали сделаны из серебра. Диаметр 30 мм. На лицевой стороне медали изображены погрудные портреты двух императоров, обращённые влево: портреты Александра I и Николая II. На головы одеты лавровые венки. Вдоль края медали полукругом две надписи — слева: «ИМПЕРАТОРЪ АЛЕКСАНДРЪ I», справа: «ИМПЕРАТОРЪ НИКОЛАЙ II». На оборотной стороне медали в центре дубовая ветвь с желудями и лентой, на которой помещены даты юбилея: «1802 — 1902». Вдоль края по окружности надпись: «МИНИСТЕРСТВО ИНОСТРАННЫХЪ ДѢЛЪ».
Медали изготовлены на Санкт-Петербургском монетном дворе в конце 1902 года. Изготовлено всего 200 медалей. Медальер — Антон Фёдорович Васютинский.

## Порядок ношения
Медаль имела ушко для крепления к колодке или ленте. Носить медаль следовало на груди. Использовалась лента ордена Святой Екатерины, красная с серебряной каймой («цвета Министерства иностранных дел»).